# Скшинець-Кольонія
Скшинець-Кольонія (пол. Skrzyniec-Kolonia) — село в Польщі, у гміні Белжиці Люблінського повіту Люблінського воєводства.
Населення — 144 особи (2011).

## Демографія
Демографічна структура станом на 31 березня 2011 року:
|          | Загалом | Допрацездатний вік | Працездатний вік | Постпрацездатний вік |
| -------- | ------- | ------------------ | ---------------- | -------------------- |
| Чоловіки | 71      | 14                 | 48               | 9                    |
| Жінки    | 73      | 16                 | 37               | 20                   |
| Разом    | 144     | 30                 | 85               | 29                   |